# Josef Jedlička (starosta)
Josef Jedlička (17. prosince 1863 Předměstí – 4. září 1944 Kroměříž) byl český pedagog a politik, v letech 1919–1941 starosta města Kroměříže.

## Životopis

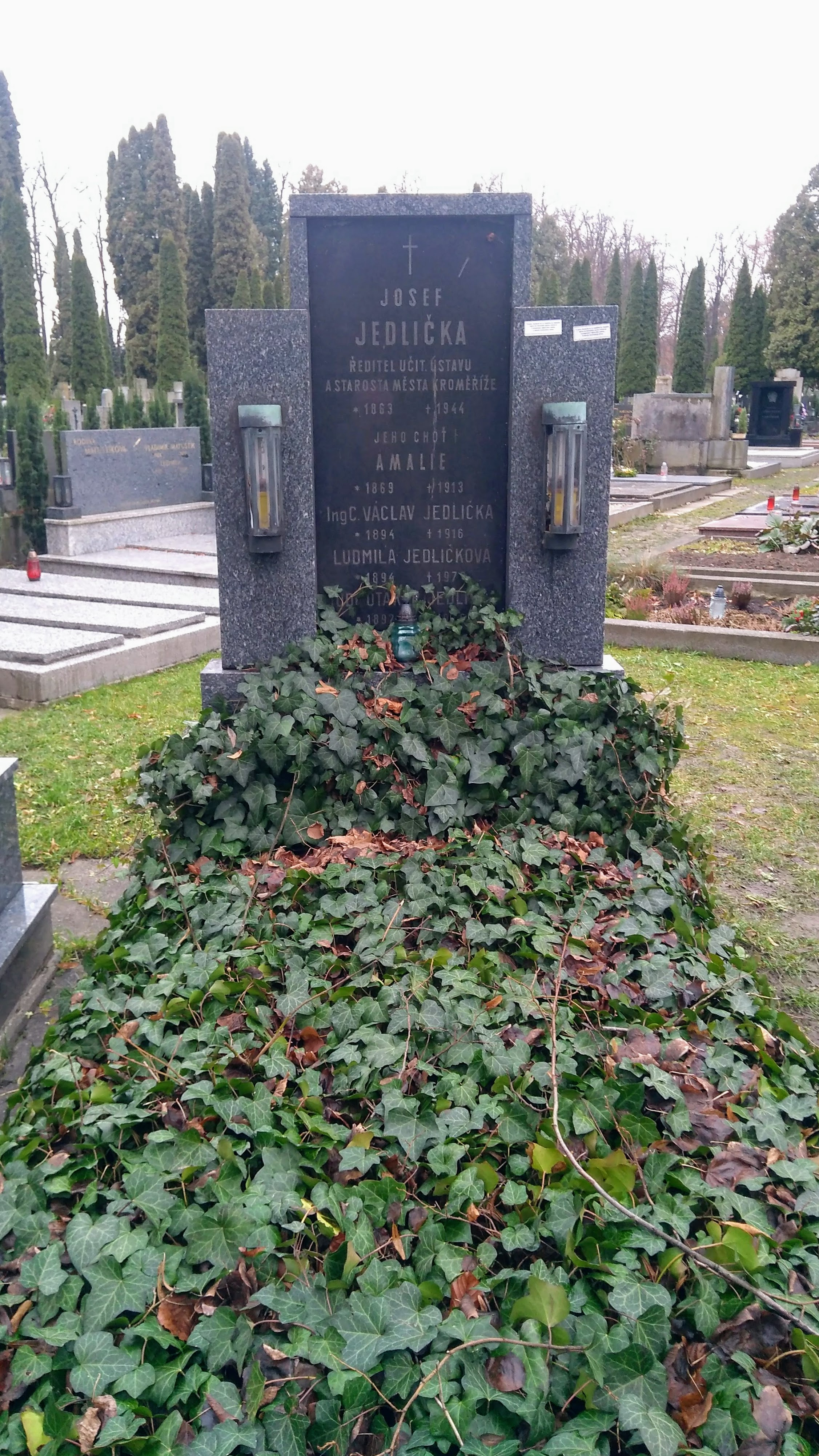
Fotografie náhrobku na hřbitově v Kroměříži

Josef Jedlička se narodil v roce 1863 v Předměstí. Od roku 1892 byl cvičným učitelem v Kroměříži, následně od roku 1901 profesorem a od roku 1923 ředitelem kroměřížského učitelského ústavu. Zároveň působil v letech 1900–1920 coby školní inspektor pro okresy Uherské Hradiště a Kroměříž-venkov (funkci okresního úřadu pro město Kroměříž vykonávala zdejší městská rada, jelikož Kroměříž byla do roku 1928 statutárním městem).
Jeho synem byl houslista Josef Jedlička. Zemřel v roce 1944 a byl pochován na kroměřížském hřbitově.

## Politická kariéra
Josef Jedlička byl nejprve členem Lidové strany pokrokové na Moravě, posléze České státoprávní demokracie, resp. národnědemokratické strany, po sloučení s Národní ligou pak Národního sjednocení, po září 1938 Strany národní jednoty a nakonec po okupaci v březnu 1939 Národního souručenství, kde zastával post okresního předsedy.
Když se úmrtím Miloslava Veselského, poslance Moravského zemského sněmu za českou městskou kurii, obvod Kroměříž, Hulín a Zdounky, uvolnil jeho poslanecký mandát, Jedlička kandidoval v lednu 1914 v tomto volebním obvodě v doplňovacích volbách. Poslancem byl ale zvolen kroměřížský kaplan Antonín Urban, jenž Jedličku porazil o pouhé tři hlasy (755 : 752).
V komunálních volbách v letech 1919, 1923, 1927 a 1932 byl zvolen členem zastupitelstva města Kroměříže. Po volbách v roce 1919 byl zastupitelstvem zároveň zvolen starostou města, když tento post obhájil i v letech 1923, 1927 a 1932. Při prvních trojích volbách byl zvolen s pomocí levice, v roce 1932 pak zásluhou občanského bloku. 
V roce 1928 byl Jedlička zvolen členem okresního zastupitelstva.
Na postu starosty Jedlička setrval až do listopadu 1941, kdy bylo kroměřížské zastupitelstvo rozpuštěno a řízení města převzal německý komisař Hans Humplik, bývalý soudce okresního soudu ve Strážnici.